# Deltaszárny

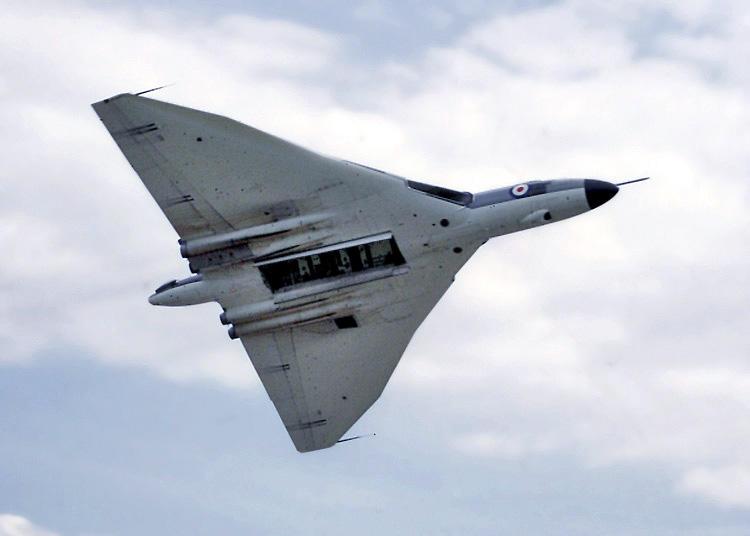
Az Avro Vulcan deltaszárnya duplán hajlított elülső éllel rendelkezik

A deltaszárny háromszög alakú szárny, nevét a görög delta(Δ) betűvel való hasonlóságáról kapta. Régóta tanulmányozott szárnykialakítás, de jelentős alkalmazása csak a sugárhajtás korszakában kezdődött, a szuperszonikus sebességtartomány elérése érdekében. A delta szárnyforma egyedülálló aerodinamikai tulajdonságokkal és szerkezeti előnyökkel rendelkezik. 

## Története
1867 július 19-én két angol feltaláló, James William Butler és Edmund Edwards szabadalmat nyújtanak be egy deltaszárnyú repülőgépre, amelyet gőz sugár hajt. A szárny konfigurációja azonban csak az 1930-as években vált igazán felkapottá Franciaországban Nicolas Roland Payen prototípusával, majd Németországban, Alexander Lippisch munkájával, vagy Svájcban az N-20 Aiguillon és Crossbow prototípus vitorlázógépekkel. 
Azóta a népszerű szárnykialakítást számos szuperszonikus vadászrepülőgép esetén alkalmazzák a jó aerodinamikai tulajdonságai, jó szerkezeti ellenállása és teherbírása miatt. A civil szektorban csak a francia–angol Concorde és a szovjet Tu–144 géptípusok esetén találkozhatunk a deltaszárnnyal, azon belül is a "gótikus" változatával a Concorde-nál és a "kettős delta" típussal a Tu–144-nél. 

## Általános kialakítás

### Felépítése
A félszárnyak derékszögű, egyenlő szárú háromszöget mintáznak, a belépőél erősen hátrafelé nyilazott, a kilépőél merőleges a repülőgép hossztengelyére. A törővég általában teljesen elvékonyodik. A szárnyat hosszanti húrja és külső minimalista felülete teszi hatékonnyá. Relatív könnyű mérnöki tervezés, amelynek kialakítása nem is volt túl drága- ennek köszönhető például a szovjet MiG-21 és a francia Mirage repülőgépek sikere.

### Aerodinamika
Mint bármely más szárny esetében, a deltaszárnynak is nagy állásszögre van szüksége alacsony sebességű repüléshez, azonban alacsony sebességnél előtérbe kerülhetnek a gép nemkívánatos tulajdonságai, éppen ezért ezt a szárny kialakítást a szuperszonikus sebességtartományra tervezték. Az állásszög növekedésével a deltaszárny belépőéle plusz vortexet generál, ez a szárny tetején futtatja át az áramlást, ezzel késleltetve a lamináris és turbulens határréteg szétválasztódását. Ehhez azonban erős hajtóműre, nagy mennyiségű tolóerőre van szükség, hiszen a nagyobb állásszögön való repülés megnöveli a légellenállást.

### Szerkezeti sajátosságok
- Jellemzően a deltaszárnyak borítása eléri a szárny teljes súlyának 30-35%-át.
- A megfelelő csavarómerevség biztosítása céljából vastagabb profilt és borítást kell alkalmazni, mint amilyen aerodinamikai és szilárdsági okokból indokolt.
- Nagy lemezvastagság szükséges a borítás deformációjának kis értéken tartása céljából.

Deltaszárnyak osztályozása főtartó elrendezés szerint: – Nyilazott főtartóval rendelkező
- Törzsre merőleges főtartóval rendelkező
- Vegyes főtartó elrendezésű

### Előnyei/hátrányai
Előnyök:
1. Nagy a kritikus Mach-szám értéke, mert kis viszonylagos vastagsággal, íveltséggel és karcsúsággal rendelkezik a nagy nyilazási szög következtében.
2. A hullámkrízis lefolyása enyhébb, az ellenállás-tényező és a felhajtóerő-tényező kevésbé változik a Mach-szám függvényében.
3. Integrál szerkezet formájában könnyebben kialakítható, mint a nyilazott szárny.
4. Könnyedén megoldható a futómű, tüzelőanyag-tartály, fegyverzet szárnyban, függesztmények nélküli elhelyezése.

Hátrányok:
1. Alacsony a maximális felhajtóerő-tényező értéke.
2. Az átesés mindig a szárnyvégen következik be.
3. Nagy a kritikus állásszög, ezért leszálláskor rossz a pilóták kilátása a pilótafülkéből.

## Változatai

### Egyszerű delta
A többi farokrész nélküli repülőgéphez hasonlóan az egyszerű delta szárny nem alkalmas magas szárnyterhelésre, ezért egy adott repülőgép súlyához nagy szárnyterületre van szükség. A leghatékonyabb aerofoilok instabilok a hangmagasságban, és a farokrész nélküli típusnak kevésbé hatékony a kialakítása és ennélfogva nagyobb szárnyat kell használni. A használt technikák között szerepel:
- Kevésbé hatékony, eredendően stabil áramlásnak kitett részt használva, például szimmetrikus formát nulla dőlésszöggel, vagy akár reflex dőlésszöget a hátsó él közelében.
- A szárny hátsó részét enyhén vagy akár negatívan beállított vízszintes stabilizátorként használva.
- A külső elülső él lefordítása a szárny hegyének elfordulásának csökkentése érdekében, amely a felhajtóerőt generáló szárnyrész középpontja mögött található. Ez szintén befolyásolja a gép átesési jellemzőit és a szuperszonikus sebességtartományban való repülést segíti elő.
- A tömegközéppont előre mozgatása és a magassági kormány trimmelése, hogy megfelelő leszorítóerőt fejtsen ki. Szélsőséges esetben ez csökkenti a repülőgép azon képességét, hogy az orr részt felszállásra és leszállásra állítsa.

### Delta farokkal
A hagyományos farokstabilizátor lehetővé teszi a szárny felemelésre való optimalizálását, és ezáltal kisebb és nagyobb terhelésnek tehető ki. Ezzel a konfigurációval felszerelt repülőgépek fejlesztése egészen az 1940-es évekig vezethető vissza. 
T- vezérsík használata esetén, mint a Gloster Javelin repülőgép esetében, a deltaszárny használata mély áteséshez vezethet, amely során a magas beállítási szög miatt a szárny mögött/ a szárnyon keletkező turbulencia beborítja a repülőgépet. Ez teljesen hatástalanítja a magassági kormányt és a repülőgép átesése már nem visszafordítható. 

### "Kacsa-delta"
Számos modern vadászrepülőgép használja a hagyományos deltaszárny előtt lévő kisebb kacsaszárnyhoz hasonlító szárny-toldalékot, mint például a JAS 39 Gripen, Dassault Rafale és a Eurofighter Typhoon. 
A "kacsa-delta" extra felhajtóerőt képes generálni, továbbá gyorsabb manőverezést biztosít repülés közben. Kialakításától függően a kacsaszárny felülete növelheti vagy csökkentheti a repülőgép hosszanti tengelye körüli stabilitását. A kacsaszárny létrehozza a saját örvényét maga mögött. Ha ez az örvény zavarja a fő delta szárny örvényét, ez hátrányosan befolyásolhatja a szárny feletti légáramot és szélsőséges esetben nemkívánt vagy szélsőséges viselkedése lesz a repülőgépnek. 
A kacsaszárnyas kialakítás alacsonyabb átesési sebességet biztosít, azonban a szuperszonikus sebességtartományban jelentősen növeli a légellenállást.

### Gótikus delta
A gótikus deltaszárny belépőéle lekerekített, ívelt.

## Felhasználók
A polgári szektorban a deltaszárnyat csak a francia-angol Concorde és a szovjet Tupolev Tu-144 szuperszonikus repülőgépek használták.
Katonai területen a delta szárnyat különösen a következő repülőgépeknél használták:
- Az Egyesült Államokban: Douglas A-4 Skyhawk, Convair F-102 Delta Dagger, F-106 Delta Dart és B-58 Hustler, Lockheed A-12 Oxcart és SR-71 Blackbird
- Franciaországban: Mirage III és 5, Mirage IV, Mirage 2000, Mirage 4000 és Rafale
- Az Egyesült Királyságban: Gloster Javelin, Avro Vulcan (gótikus szárny)
- Svédországban: J 35 Draken (dupla delta szárnyú), JA 37 Viggen, JAS 39 Gripen
- A Szovjetunióban: Mikojan-Gourevich MiG-21, Soukhoï Su-9, Su-11 és Su-15
- más országokban: Eurofighter Typhoon, EFW N-20 Aiguillon, Avro CF-105 Arrow, Chengdu J-10